# Teofil Wyssogota-Zakrzewski

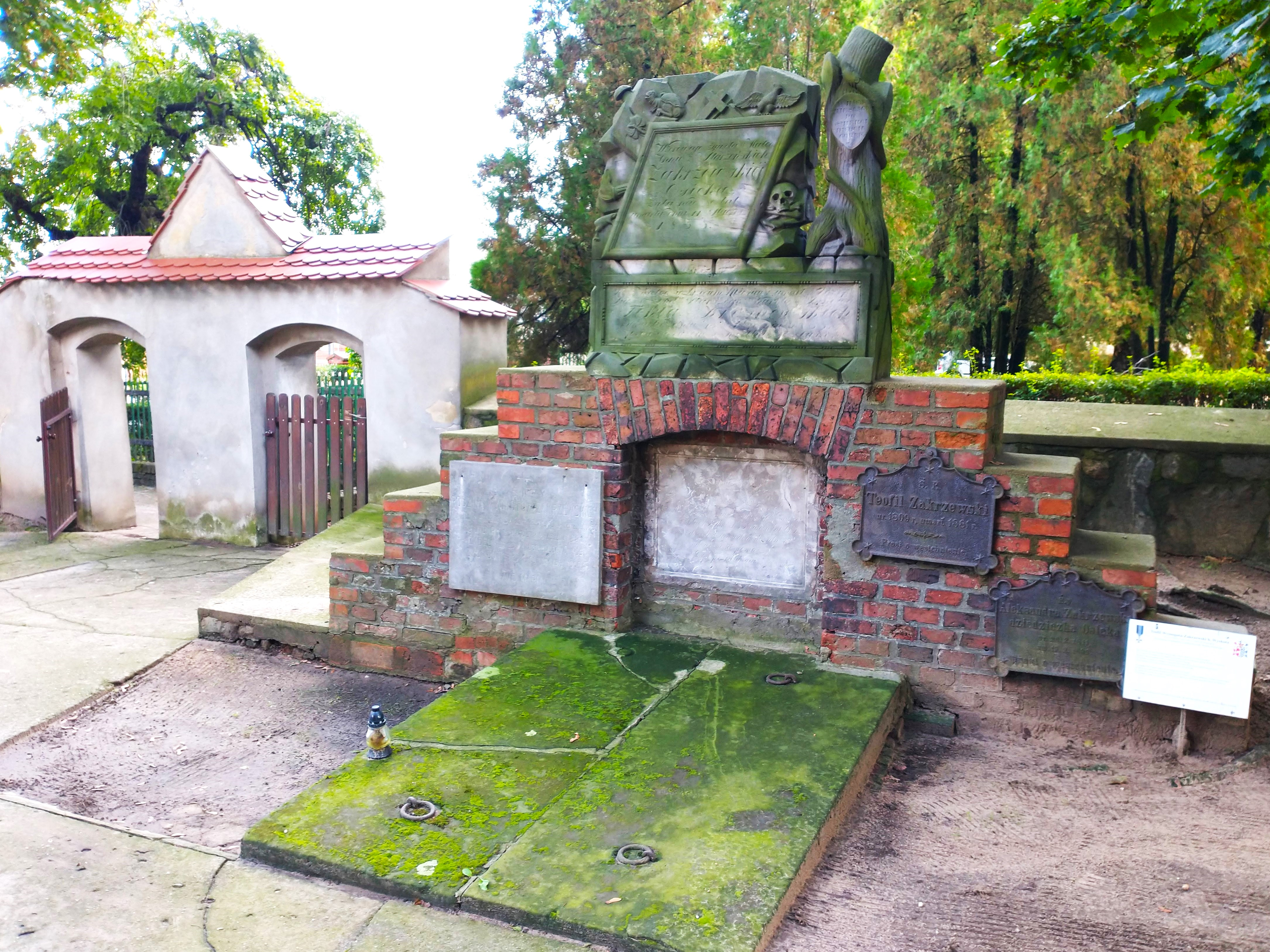
Grobowiec w Gryżynie

Teofil Wyssogota-Zakrzewski herbu Wyskota (ur. w 1809, zm. 16 grudnia 1881 w Poznaniu) – polski wojskowy, oficer, powstaniec listopadowy.

## Życiorys
Urodził się jako trzeci syn Karola Wyssogoty-Zakrzewskiego. Był oficerem armii pruskiej. Po wybuchu powstania listopadowego przedostał się do Królestwa kongresowego. Służył jako podporucznik w korpusie artylerii (bateria Chórzewskiego). Za bohaterską postawę podczas wypierania moskali z okopów na Woli w Warszawie odznaczono go Złotym Krzyżem Orderu Virtuti Militari. Po upadku powstania wyemigrował do Anglii. Prusacy skazali go zaocznie na śmierć za dezercję i rozstrzelali symbolicznie jego kukłę, ale wrócił do Polski po amnestii. Osiedlił się w Janówcu, gdzie mieszkał wraz z angielską małżonką Heleną Dickens. Pochowano go przy kościele w Gryżynie. 
Grobowiec rodzinny w Gryżynie, został przez Instytut Pamięci Narodowej wpisany do ewidencji grobów weteranów walk o wolność i niepodległość Polski pod numerem 4621.